# جوزيبي سيندولو
جوزيبي "بيبو" سيندولو (من مواليد 5 أغسطس 1945) هو عداء إيطالي سابق للمسافات الطويلة، حصل على المركز الثالث في بطولة أوروبا لألعاب القوى 1974 في مسافة 10000 متر. ولد في أفيلينو لعب سيندولو 48 مباراة دولية مع منتخب إيطاليا لألعاب القوى (من 1966 إلى 1976). شارك في مسيرته في نسختين من الألعاب الأولمبية وفاز ببطولة إيطاليا لألعاب القوى 14 مرة.